# قاذفة قنابل تكتيكية
قاذفة قنابل تكتيكية هي قاذفة قنابل صغيرة الحجم ومصممة لإنجاز قصف تكتيكي تقوم فيه بغارات على مدى قريب. فهي تسقط قنابلها وصواريخها على أهداف في أرض المعركة، على عكس قاذفة القنابل الإستراتيجية. في التعريف الحديث لها هي أي طائرة عسكرية ليست مصممة لتكون قاذفة قنابل إستراتيجية تكون قاذفة قنابل تكتيكية.